# Kadra 3 batalionu telegraficznego
Kadra 3 batalionu telegraficznego (kadra 3 btlgr) – oddział łączności Wojska Polskiego.

## Historia oddziału
Batalion został wydzielony ze składu 1 pułku łączności w Zegrzu i skierowany do garnizonu Grodno, dokąd przybył 17 sierpnia 1930. 18 października tego roku odbyło się uroczyste rozdanie świadectw absolwentom szkoły podoficerskiej.
W 1931 oddział został skadrowany i otrzymał nazwę „Kadra 3 batalionu telegraficznego”. Wspomniane zmiany organizacyjne zostały przeprowadzone na podstawie rozkazu L. 1000/tjn. Szefostwa Łączności Ministerstwa Spraw Wojskowych o wprowadzeniu w życie nowej organizacji formacji telegraficznych i CWŁączn.. W 1932 obsadę oficerską Kadry stanowiło trzech oficerów łączności, w tym komendant oraz jeden oficer korpusu administracji (grupa goaspodarcza).
W 1934 przydział do Kadry posiadało 34 oficerów rezerwy, w tym 2 kapitanów, 6 poruczników i 26 podporuczników. Wśród tych oficerów był Witold Hulewicz oraz zamordowani w 1940 w Katyniu: Władysław Gomuliński, Stanisław Jukowicz, Kazimierz Michałowicz i Wiktor Wróbel. 31 sierpnia 1934 został przeniesiony w rezerwie do Kadry mjr Władysław Wierzchowski, który wiosną 1940 został zamordowany w Charkowie.
Przed majem 1939 do Kadry 2 batalionu telegraficznego w Krasnymstawie przeniesiono mobilizację kompanii telefoniczno-kablowej nr 11 i kompanii telefoniczno-budowlanej nr 7.
Kadra była jednostką mobilizującą. Zgodnie z poprawioną wersją planu mobilizacyjnego „W” komendant kadry był odpowiedzialny za przygotowanie i przeprowadzenie mobilizacji jednostek łączności wpisanych na jego tabelę mob. W mobilizacji alarmowej, w grupie jednostek oznaczonych kolorem żółtym, mobilizowano:
- pluton łączności Kwatery Głównej nr 44,
- kompanię telefoniczną nr 44,
- drużynę parkową łączności nr 44,

notmiast w I rzucie mobilizacji powszechnej:
- samodzielny pluton telefoniczno-kablowy nr 7,
- park łączności nr 7[12][10][b].

Całość nadwyżek miała być gotowa do odjazdu koleją do Ośrodka Zapasowego Telegraficznego „Lublin” od pierwszego dnia mobilizacji.
23 sierpnia 1939 zarządzona została mobilizacja wszystkich jednostek kolorowych na obszarze Okręgu Korpusu Nr III. Godzina „A” wyznaczona została na godz. 6.00 24 sierpnia.
Zestaw jednostek łączności oznaczonych wspólnym numerem „44” przeznaczony był dla rezerwowej 33 Dywizji Piechoty.
30 sierpnia 1939 między godz. 10.00 a 11.00 powtórnie zarządzono mobilizację powszechną. Jako jej pierwszy dzień wyznaczono 31 sierpnia.
Park łączności nr 7 w planie operacyjnym „Wschód” był przewidziany do składu Armii „Wilno”, natomiast w planie operacyjnym „Zachód” przewidziano jego użycie w składzie Armii „Prusy”. Park miał zakończyć mobilizację 6 września.

## Żołnierze
Dowódcy batalionu i komendanci Kadry
- ppłk łącz. Zygmunt Ertel (VIII 1930[18] – 15 I 1933[19])
- mjr łącz. Jan Różański[d] (15 I – VII 1933[20])
- mjr łącz. Michał Czajka[e]

Obsada personalna 3 baonu telegraficznego w latach 1930–1931
- dowódca batalionu – ppłk łącz. Zygmunt Ertel (komendant Kadry 3 btelg.)
- kwatermistrz – mjr łącz. Jan Różański (szef łączności 29 DP)
- kpt. łącz. Jan Zygmunt Dąbrowski (6 btelg.)
- kpt. łącz. Stefan Prokop (Kadra 3 btelg.)
- por. łącz. Jerzy Brodzikowski (KOP
- por. łącz. Mieczysław Bolesław Hawryluk (ktelg. 16 DP)
- por. łącz. Eugeniusz Korolkiewicz (ktelg. 1 DP Leg.)
- por. łącz. Franciszek I Stawicki (do IX 1930[24])
- por. łącz. Ryszard Telszewski (do VIII 1931[25])
- ppor. / por. łącz. Stanisław Zasada (ktelg. 28 DP)
- ppor. łącz. Michał Mucho (6 btelg.)
- ppor. łącz. Feliks Dzikielewski (ktelg. 29 DP)
- ppor. łącz. Władysław Rewieński (Kadra 3 btelg.)
- por. gosp. Marian Michał Arszyński (praktyka w 1 btelg.)
- por. gosp. Stanisław I Piwowarczyk (Kadra 3 btelg.)
- dowódca kadry kompanii szkolnej – kpt. łącz. Marian Władysław Hamerski (ktelg. 29 DP)
- młodszy oficer kadry kompanii szkolnej – por. łącz. Józef III Szymański (do III 1931[26])

Obsada personalna Kadry w marcu 1939
- komendant kadry – mjr łącz. Michał Czajka
- oficer mobilizacyjny – kpt. adm. (łącz.) Teofil Brzozowski †1940 Katyń
- zastępca oficera mobilizacyjnego – por. łącz. Klemens Henryk Karpiński (od 24 VIII 1939 dowódca dowódca plutonu łączności KG 28 DP)
- oficer administracyjno-materiałowy – kpt. piech. Ambroży Bolesław Markielewicz
- dowódca kompanii szkolnej – kpt. łącz. Jan Zbigniew Trojanowski (we IX 1939 dowódca łączności Nowogródzkiej BK)
- instruktor – por. łącz. Edward Komolibus

Obsada personalna jednostek łączności 33 DP we wrześniu 1939
- dowódca kompanii telefonicznej nr 44 – kpt. łącz. Marian Michał Arszyński[g]
- dowódca plutonu łączności Kwatery Głównej nr 44 – por. łącz. Edward Komolibus
- dowódca plutonu radio nr 44 – por. łącz. Edward Bieńkowski